# كوكي (لاعب كرة قدم، مواليد 1992)

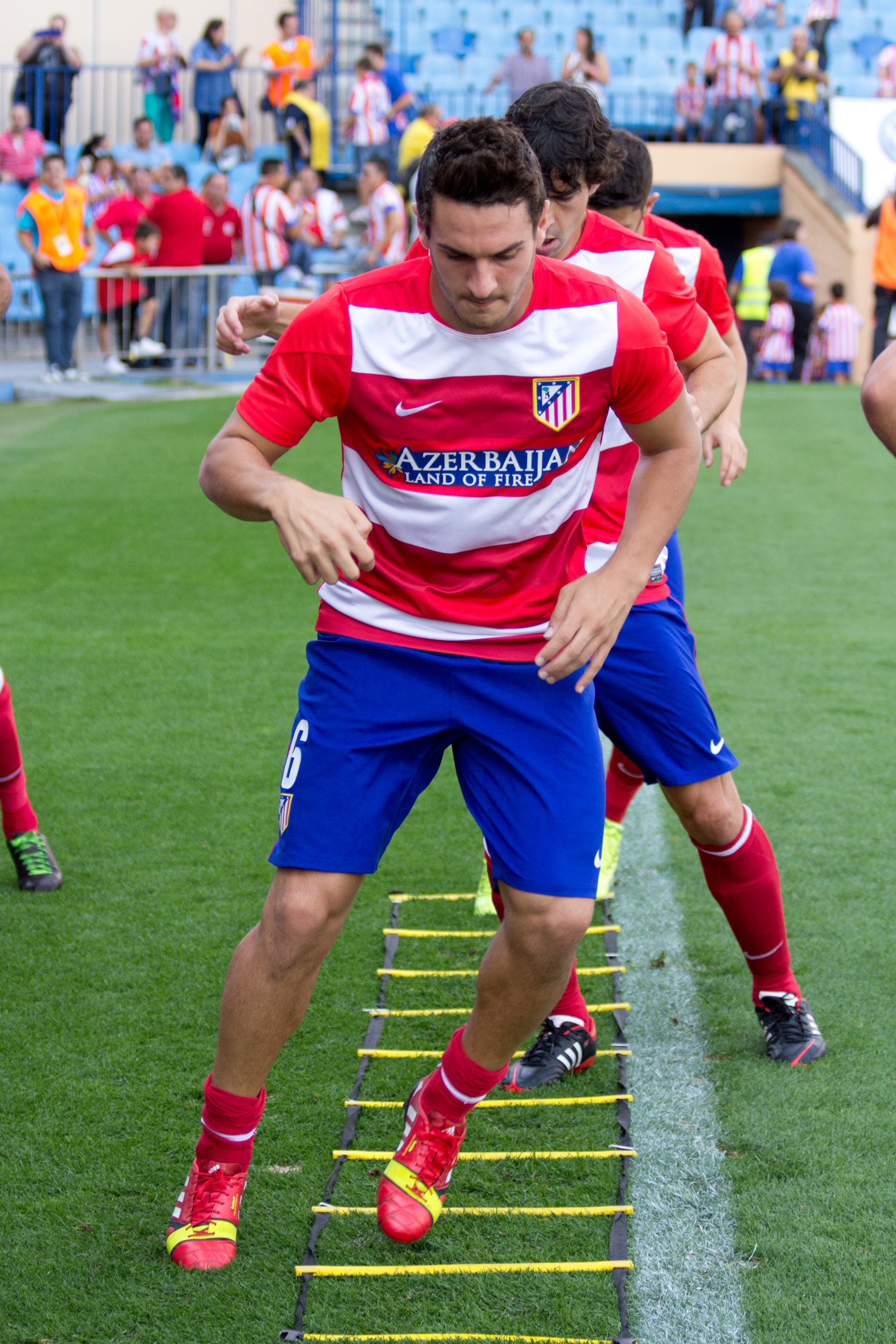
كوكي مع نادي أتلتيكو مدريد عام 2013

كوكي ريسوريكيون ميروديو (بالإسبانية: Koke) (مواليد 8 يناير 1992)، المعروف باسم كوكي، هو لاعب كرة قدم إسباني يلعب حاليًا مع نادي أتلتيكو مدريد الإسباني و‌المنتخب الإسباني في مركز لاعب الوسط.

## مسيرته الكروية
أمضى كوكي معظم مسيرته الاحترافية مع أتلتيكو مدريد. لعب أول مباراة له مع الروخي بلانكوس عام 2009، وقد شارك مع النادي المدريدي في أكثر من 300 مناسبة رسمية، وفاز معهم بعدة ألقاب أبرزها نسخة 2013–14 من الدوري الإسباني والعديد من البطولات الآخرى محليًا وقاريًا.
فاز كوكي مع المنتخب الإسباني تحت 21 ببطولة يويفا تحت 21 سنة الأوروبية لكرة القدم 2013، وشارك لأول مرة مع الفريق الأول في ذات العام. مثل كوكي بلاده في كأس العالم 2014 في البرازيل ويورو 2016 في فرنسا وكأس العالم 2018 في روسيا.

## الإنجازات

### النادي
أتلتيكو مدريد
- الدوري الإسباني (2): 2013–14،[7] 2020–21
- كأس ملك إسبانيا (1): 2013[8]
- كأس السوبر الإسباني (1): 2014؛ الوصيف: 2013، 2019–20
- الدوري الأوروبي (2): 2012،[9] 2018
- كأس السوبر الأوروبي (2): 2012،[10] 2018
- دوري أبطال أوروبا الوصيف: 2014، 2016

### دولية
إسبانيا تحت 21 سنة
- بطولة أوروبا تحت 21 سنة (1): 2013

## روابط خارجية
- كوكي ريسوريكيون على موقع الاتحاد الدولي (مؤرشف)  (الإنجليزية)
- كوكي ريسوريكيون على موقع الاتحاد الأوربي (الإنجليزية)
- كوكي ريسوريكيون على موقع قاعدة بيانات كرة القدم.إي يو (الإنجليزية)
- كوكي ريسوريكيون على موقع بيانات كرة القدم. دي إي (الألمانية)
- كوكي ريسوريكيون على موقع ليكيب (الفرنسية)
- كوكي ريسوريكيون على موقع ناشيونال فوتبول تيمز (الإنجليزية)
- كوكي ريسوريكيون على موقع Soccerbase.com (لاعب) (الإنجليزية)
- كوكي ريسوريكيون على موقع Soccerway.com (الإنجليزية)
- كوكي ريسوريكيون على موقع عالم كرة القدم.نت (الإنجليزية)
- كوكي ريسوريكيون على موقع كووورة